# Capital T
Capital T (bürgerlich Trim Ademi; * 29. Februar 1992 in Pristina) ist ein kosovarischer Rapper und Sänger. Er rappt und singt meist im gegischen Dialekt seiner Geburtsstadt Pristina.

## Leben
Trim Ademi besuchte das Gymnasium Sami Frashëri in Priština und schon früh interessierte er sich für die Musik. Der Bruder seiner Mutter, Besnik Canolli, bildet zusammen mit Arben Mehmeti das Rapper-Duo 2po2 und gehören zu den bekanntesten albanischen und kosovarischen Sängern und Musikproduzenten.
Mit 18 Jahren nahm Trim Ademi mit dem Lied Shopping am Video Festi Muzikor 2009 teil, ein Jahr später kam Shum Nalt heraus, eine Zusammenarbeit mit Dafina Zeqiri und 2po2. 2010 sang er zusammen mit Eni Koçi bei Kënga Magjike den Song Diva und erreichte das Halbfinale.
Seitdem hat Ademi, der unter dem Künstlernamen Capital T auftritt – bezugnehmend auf seinen Spitznamen Trimush – kontinuierlich Songs und Videosongs veröffentlicht. Zu seinen größten Hits gehörte Një Ëndërr, eine Zusammenarbeit mit Alban Skënderaj. Capital T tritt regelmäßig in den Musikshows Video Festi Muzikor und Zhurma Show auf.

## Privates
Capital T lebte einige Zeit in den Vereinigten Staaten, mittlerweile jedoch wieder im Kosovo. Das Musiklabel seines Onkels und des Duos 2po2, Authentic Entertainment, veröffentlicht den Großteil seiner Songs.

## Diskografie

### Studioalben
- 2010: Replay
- 2012: Kapo
- 2015: Slumdog Millionaire
- 2017: Winter Is Here
- 2020: Skulpturë

### Singles
- 2008: Shopping
- 2009: Shum Nalt
- 2009: Supersweet
- 2010: Ma E Mira
- 2011: Make a wish
- 2011: Ku Jon Paret
- 2011: U Bo Von
- 2012: Veç Asaj
- 2012: Karma
- 2012: As Gucci As Luis
- 2013: Zero
- 2013: Dit E Re
- 2014: Hapat E Mi
- 2014: Posh (feat. 2po2)
- 2014: Ballin (feat. Mc Kresha)
- 2014: Kur Fol Zemra
- 2015: Qka Don Ajo
- 2015: Pare Pare
- 2016: Hitman
- 2016: Thirrem n Telefon (feat. Granit Derguti)
- 2016: Bongo (feat. Dhurata Dora)
- 2016: C’est La guerre
- 2016: Koka Kola
- 2017: UNO
- 2017: Hatixhe
- 2017: Lule
- 2017: Andiamo (feat. Ardian Bujupi)
- 2017: Pse Po Ma Lun Lojen
- 2017: Pa Cenzur (feat. Vig Poppa & Lyrical Son)
- 2017: Numra (feat. McKresha)
- 2018: Pasha jeten (feat. Majk)
- 2019: Kujtime
- 2019: Hookah
- 2019: Akull
- 2024: Pi Raki (Original: Mahsun Kırmızıgül – Belalım)

### Singles als Gastmusiker
- 2013: Një Ëndërr (Alban Skënderaj feat. Capital T)
- 2014: Prishtinali (2po2 feat. DJ Blunt, Lumi B, Lyrical Son, Capital T, Real 1, Mixey & DJ Flow)
- 2014: Sonte (Flori Mumajesi feat. Capital T)
- 2018: Wann dann  (Capital Bra feat. Capital T)
- 2019: Drama (Lil Lano, Trippie Boy, King Khalil, M.O 030)
- 2019: Fustani (Elvana Gjata x Capital T)